# Bracon saueri
Bracon saueri är en stekelart som beskrevs av Costa Lima 1954. Bracon saueri ingår i släktet Bracon och familjen bracksteklar. Inga underarter finns listade.